# Lonnie Smith (Boxer)
Lonnie Smith (* 11. November 1962 in Denver, Colorado, USA als Harlan Alonso Smith) ist ein ehemaliger US-amerikanischer Boxer. 
Am 21. August im Jahr 1985 nahm er seinem bis dahin ungeschlagenen Landsmann Billy Costello (30-0-0) durch einen technischen K.-o.-Sieg in Runde 8 den Weltmeistertitel der WBC ab. Er verlor ihn allerdings bereits in seiner ersten Titelverteidigung im darauffolgenden Jahr an René Arredondo.